# Angie Petty
Angie Petty (eigentlich Angela Kate Petty, geborene Smit; * 16. August 1991 in Christchurch) ist eine neuseeländische Mittelstreckenläuferin, die sich auf die 800-Meter-Distanz spezialisiert hat.
Bei den Weltmeisterschaften 2013 in Moskau schied sie im Vorlauf aus. 2014 wurde sie Fünfte bei den Commonwealth Games in Glasgow und Siebte beim Continental-Cup in Marrakesch.
2015 siegte sie bei der Universiade in Gwangju und erreichte bei den Weltmeisterschaften in Peking das Halbfinale.

## Persönliche Bestzeiten
- 800 m: 1:59,06 min, 10. Juli 2015, Gwangju
- 1000 m: 2:37,28 min, 15. August 2015, Chiba
- 1500 m: 4:08,54 min, 13. Juni 2015, Leixlip